# Vera Looser
Pour les articles homonymes, voir Adrian.
Vera Looser, née Adrian le 28 octobre 1993 à Windhoek, est une coureuse cycliste namibienne qui a notamment participé à la course en ligne féminine de cyclisme sur route aux Jeux olympiques d'été de 2016.
En 2016, elle est championne d'Afrique à la fois sur l'épreuve en ligne et en contre-la-montre,.
En février 2020, elle se marie avec le cycliste suisse Konny Looser.
En juillet 2024, elle est nommée porte-drapeau de la délégation de Namibie aux Jeux olympiques d'été de 2024 à Paris avec le coureur cycliste Alex Miller.

## Palmarès

### Par année
- 2010
  -  Championne de Namibie sur route juniors
  -  Championne de Namibie du contre-la-montre juniors
- 2012
  -  Championne de Namibie sur route
  -  Championne de Namibie du contre-la-montre
  -  Championne de Namibie de cross-country
  -  Médaillée de bronze du championnat d'Afrique du contre-la-montre
- 2013
  -  Championne de Namibie de cross-country
  -  Médaillé d'argent du championnat d'Afrique sur route
  -  Médaillée de bronze du championnat d'Afrique du contre-la-montre
- 2014
  -  Championne de Namibie sur route
  -  Championne de Namibie de cross-country marathon
  - 2e du championnat de Namibie du contre-la-montre
- 2015
  -  Championne de Namibie sur route
  -  Championne de Namibie du contre-la-montre
  -  Médaillé d'argent du championnat d'Afrique du contre-la-montre par équipes
- 2016
  -  Championne d'Afrique sur route
  -  Championne d'Afrique du contre-la-montre
  -  Championne de Namibie sur route
  -  Championne de Namibie du contre-la-montre
- 2017
  -  Championne de Namibie sur route
  -  Championne de Namibie du contre-la-montre
  - Grand Prix Olten
- 2018
  -  Championne de Namibie sur route
  - Nedbank Cycle Classic
  - 2e du championnat de Namibie du contre-la-montre
- 2019
  -  Championne de Namibie sur route
  -  Championne de Namibie du contre-la-montre
  - Nedbank Cycle Classic
  -  Médaillée de bronze de la course en ligne aux Jeux africains
  -  Médaillée de bronze du contre-la-montre aux Jeux africains
  - 3e de l'Enfer du Chablais
- 2020
  -  Championne de Namibie sur route
- 2021
  -  Championne de Namibie sur route
  -  Championne de Namibie du contre-la-montre
  -  Médaillée de bronze du championnat d'Afrique sur route
  -  Médaillée de bronze du championnat d'Afrique du contre-la-montre
- 2022
  -  Championne de Namibie sur route
  -  Championne de Namibie du contre-la-montre
- 2023
  -  Championne de Namibie sur route
  -  Médaillée d'argent du championnat d'Afrique du contre-la-montre par équipes
  - 3e du championnat de Namibie du contre-la-montre
- 2024
  -  Championne de Namibie sur route
  -  Championne de Namibie du contre-la-montre

### Classements mondiaux
| Année                                 | 2012 | 2013 | 2014 | 2015 | 2016 | 2017 | 2018 | 2019 | 2020 | 2021 | 2022 | 2023 | 2024 |
| ------------------------------------- | ---- | ---- | ---- | ---- | ---- | ---- | ---- | ---- | ---- | ---- | ---- | ---- | ---- |
| Classement UCI                        | 270e | nc   | 120e | 220e | 126e | 211e | 127e | 99e  | 257e | 90e  | 344e | 246e | 257e |
|                                       |      |      |      |      |      |      |      |      |      |      |      |      |      |
| Légende : nc = non classéSource : UCI |      |      |      |      |      |      |      |      |      |      |      |      |      |

## Palmarès en VTT

### Coupe du monde
- Coupe du monde de cross-country marathon
  - 2023 : 3e du classement général
  - 2024 : 1re du classement général, vainqueur de deux manches

### Championnats d'Afrique
- 2025
  -  Championne d'Afrique de cross-country marathon

### Championnats de Namibie
- 2023
  -  Championne de Namibie de cross-country marathon